# Ignacio Pérez
Ignacio Pérez Sierra (ur. 19 grudnia 1934 w Medellín, zm. 16 listopada 2009) – piłkarz kolumbijski grający podczas kariery na pozycji pomocnika.

## Kariera klubowa
Zawodową karierę piłkarską Ignacio Pérez rozpoczął w klubie Once Caldas w 1961. W 1963 przeszedł do Independiente Medellín, by po roku powrócić na sezony do Once Caldas. W 1966 został zawodnikiem stołecznego Independiente Santa Fe, z którym w tym samym roku zdobył jedyne w swej karierze mistrzostwo Kolumbii. Sezon 1968 spędził będąc po raz trzeci zawodnikiem Once Caldas.
W 1969 został zawodnikiem Deportivo Pereira, w którym w następnym roku zakończył piłkarską karierę. Ogółem w latach 1961-1970 rozegrał w lidze kolumbijskiej 248 spotkań, w których zdobył 16 bramek.

## Kariera reprezentacyjna
W reprezentacji Kolumbii Pérez zadebiutował 30 kwietnia 1961 w wygranym 1-0 spotkaniu eliminacji Mistrzostwa Świata 1962 z Peru. Ostatni raz w reprezentacji wystąpił 25 kwietnia 1962 w przegranym 0-1 towarzyskim spotkaniu z Meksykiem.
W samym roku został powołany przez selekcjonera Adolfo Pedernerę do kadry na Mistrzostwa Świata w Chile, na których był rezerwowym. Od 1961 do 1962 rozegrał w reprezentacji 3 mecze.